# Kanton Vidauban
Der Kanton Vidauban ist seit 2015 ein französischer Wahlkreis im Arrondissement Draguignan, im Département Var und in der Region Provence-Alpes-Côte d’Azur; sein Hauptort ist Vidauban.

## Gemeinden
Der Kanton besteht aus fünf Gemeinden mit insgesamt 42.140 Einwohnern (Stand: 1. Januar 2022) auf einer Gesamtfläche von 276,45 km²:
| Gemeinde        | Einwohner 1. Januar 2022 | Fläche km² | Dichte Einw./km² | Code INSEE | Postleitzahl |
| --------------- | ------------------------ | ---------- | ---------------- | ---------- | ------------ |
| Le Muy          | 9.882                    | 66,58      | 148              | 83086      | 83490        |
| Les Arcs        | 7.844                    | 54,26      | 145              | 83004      | 83460        |
| Lorgues         | 9.803                    | 64,37      | 152              | 83072      | 83510        |
| Taradeau        | 1.899                    | 17,31      | 110              | 83134      | 83460        |
| Vidauban        | 12.712                   | 73,93      | 172              | 83148      | 83550        |
| Kanton Vidauban | 42.140                   | 276,45     | 152              | 8323       | –            |